# Valovine
Valovine je uvala i gradski turistički predio u Puli koja administrativno pripada Mjesnom odboru Stoja.
Valovine sa zapada ograničuje Muzil, sa sjevera uvala Vergarola, s istoka Stoja, a s juga zaljev Brankoras.
Rt Valovine nalazi se na najisturenijem južnom dijelu poluotoka koji je omeđen s istoka uvalom Valovine, a sa zapada uvalom Mužilj (Muzil). Na poluotoku se nalazi jedna od austrijskih obrambenih utvrda sagrađenih tijekom druge polovice 19. stoljeća.
Valovine je lokacija za tzv. opuštajuće ronjenje, a riječ je o spletu špilja neposredno uz obalu zapadno od centra Pule koje završavaju kanjonom dubine do 20 metara. Također je vrlo zanimljiva za podvodno snimanje.